# Carlos Pedroso
Pour les articles homonymes, voir Pedroso.
Pedroso  Curiel est un nom espagnol. Le premier nom de famille, en général paternel, est Pedroso ; le second, en général maternel, souvent omis, est Curiel.
Carlos Alberto Pedroso Curiel, né le 28 janvier 1967 et mort le 25 décembre 2024 à Cienfuegos, est un escrimeur cubain spécialiste de l'épée.

## Carrière
Pedroso fait partie de l'équipe cubaine médaillée de bronze au cours des championnats du monde de 1989, après avoir obtenu deux médailles d'or aux Jeux panaméricains de 1987 à Indianapolis. Il ne remporte aucune médaille mondiale pendant huit ans mais gagne deux nouveaux titres durant les Jeux panaméricains de 1995. Aux championnats du monde de 1997, il est médaillé d'or par équipes tandis que Cuba réussit les meilleurs championnats de son histoire avec deux médailles d'or et deux d'argent. À titre individuel, il monte sur le podium des championnats du monde 1998 à la troisième place. En 1999, il défend avec succès son titre de champion des Jeux panaméricains autant en individuel que par équipes. Puis, durant les championnats du monde, monte sur le podium de l'épreuve par équipes avec une nouvelle médaille de bronze.
Pendant les Jeux olympiques de 2000, une nouvelle médaille de bronze vient compléter son palmarès. Il est éliminé au premier tour de l'épreuve individuelle, mais ses performances par équipes sont meilleures. Ses victoires sur Marc-Konstantin Steifensand et Jörg Fiedler permettent à Cuba de battre l'Allemagne (45-44). Cuba est ensuite battu par la France en demi-finale (45-36), mais s'adjuge le bronze en l'emportant face à la Corée du Sud dans le match pour la troisième place (45-31).
Après sa carrière d'escrimeur, Pedroso est devenu entraîneur. Il a par exemple entraîné la championne suisse Gianna Hablützel-Bürki.

## Palmarès
- Jeux olympiques
  -  Médaille de bronze par équipes aux Jeux olympiques de 2000 à Sydney

- Championnats du monde d'escrime
  -  Médaille d'or par équipes aux championnats du monde d'escrime 1997 au Cap
  -  Médaille de bronze par équipes aux championnats du monde d'escrime 1999 à Séoul
  -  Médaille de bronze par équipes aux championnats du monde d'escrime 1998 à La Chaux-de-Fonds
  -  Médaille de bronze par équipes aux championnats du monde d'escrime 1989 à Denver